# Тальновский строительно-экономический колледж
Тальновский строительно-экономический колледж Уманского национального университета садоводства (укр. Тальнівський будівельно-економічний коледж Уманського національного університету садівництва) - высшее учебное заведение в городе Тальное Тальновского района Черкасской области Украины.

## История
В 1923 году Тальное стало районным центром, в 1926 году получило статус посёлка городского типа, что способствовало экономическому развитию селения. В 1927 году здесь была открыта сельскохозяйственная школа.
В соответствии с первым пятилетним планом развития народного хозяйства СССР, предусматривавшим механизацию сельского хозяйства, 7 сентября 1930 года сельхозшкола была расширена и преобразована в Тальновский техникум технических культур.
После начала Великой Отечественной войны в связи с приближением к городу линии фронта техникум был эвакуирован на Урал. С 29 июля 1941 до 9 марта 1944 года город находился под немецкой оккупацией.
В дальнейшем учебное заведение было восстановлено и уже в 1944 году возобновило работу под названием Тальновский сельскохозяйственный техникум. Первые годы в техникуме готовили только агрономов-свекловодов, но уже в 1947 году были открыты отделения агрономии, зооветеринарии и зоотехнии.
1 июля 1967 года сельхозтехникум был реорганизован в Тальновский строительный техникум.
В 1971 году в техникуме обучалось около 600 студентов. В 1972 году было построено новое помещение библиотеки с читальным залом на 90 мест, в 1973 году - общежитие для студентов на 220 мест, в 1983 году - новый четырехэтажный учебный корпус на 400 мест. В результате, количество учащихся было увеличено до 700 человек (500 на дневном отделении и 200 - на заочной форме обучения).
В декабре 1990 года техникум был реорганизован в Тальновский строительно-экономический колледж.
После провозглашения независимости Украины колледж перешёл в ведение министерства сельского хозяйства и продовольствия Украины.
В марте 1995 года Верховная Рада Украины внесла колледж в перечень предприятий, учреждений и организаций, приватизация которых запрещена в связи с их общегосударственным значением.
В 2006 году техникум вошёл в состав Уманского государственного аграрного университета. После того, как в декабре 2009 года университет был переименован в Уманский национальный университет садоводства, в название колледжа внесли соответствующие изменения.

## Современное состояние
Колледж является высшим учебным заведением I - II уровней аккредитации, который осуществляет подготовку специалистов по шести специальностям.